# Cara Michelle
Cara Michelle Meschter (más conocida como simplemente Cara Michelle) (nacida el 1 de febrero de 1978 en Hawái) es una modelo y actriz norteamericana que fue elegida playmate de diciembre de 2000 de la revista playboy.

## Filmografía
- Bedazzled (2000)
- Crocodile Dundee in Los Angeles (2001)